# 한호흥업
한호흥업 (韓濩興業) 은 1984년에 설립이 된 애니메이션 제작사이며 아기공룡 둘리를 시작으로 꾸준히 애니메이션을 제작하고 있으며 심슨가족 같은 해외 애니메이션의 하청 제작도 맡고 있다.

## 작품목록

### KBS
- 아기공룡 둘리(1987~1988)
- 2020년 우주의 원더키디(1989)
- 배추도사 무도사의 옛날 옛적에(1990)
- 날아라 슈퍼보드(1990~2002)
- 외계소년 위제트(1990~1992)
- 햇살나무(1991)
- 은비까비의 옛날옛적에(1991~1992)
- 킴 파서블(2002~2005,하청제작)

### 타사
- 무적의 실버호크(1986,하청제작)
- 콩딱쿵! 이야기 주머니(1997)
- 별나라 수퍼 쭈리(2004)
- 스트로베리 쇼트케이크(1985, 하청제작)
- 심슨 가족(1990~현재, 하청제작)
- 로티의 모험(1990)
- 떼굴떼굴 꼬마 도치(1996~1997, 하청제작)
- 캣독(1998~2005, 하청제작)
- 내친구 다이고로(2003)
- 사오마을 대소동(2003)
- 레귤러 쇼(2010, 하청제작)
- 터보 FAST(2013-2016, 하청제작)